# Occult rock
Occult rock (en español rock ocultista, también conocido como doom rock  o witch rock) es un subgénero de la música rock que se originó a fines de la década de 1960 y principios de la de 1970, iniciado por bandas como Coven y  Black Widow.

## Características
El género ha sido descrito como ser influenciado por hard rock y blues, también incorpora letras que hacen referencia al ocultismo, pero usualmente la música no es oscura. Popular en el underground musical británico e italiano a finales de los años 60, representado por bandas como: Black Widow, Jacula y Aquelarre. AXS noto que el antiguo guitarrista de heavy metal Tony Iommi definió el género del doom metal.